# Sommet de Château Jouan
Der 2565 Meter hohe Sommet de Château Jouan ist ein Gipfel der französischen Westalpen. Er liegt knapp 3 Kilometer südwestlich des Col de Montgenèvre im Département Hautes-Alpes (Region Provence-Alpes-Côte d’Azur) und gehört zum Massif du Queyras der Cottischen Alpen.

## Geographie
Der Gipfel des Sommet de Château Jouan, gelegentlich auch als Sommet de Château-Jouant oder als Mont Janus bekannt, befindet sich auf der Gemeindegrenze zwischen Montgenèvre und Val-des-Prés. Sein Südgrat verbindet ihn mit dem 2459 Meter hohen Sommet des Anges. Von hier aus besteht über den Südwestgrat des Mont Chenaillet (2650 Meter) sodann ein Anschluss an den Alpenhauptkamm. Der Nordostgrat leitet zum 2529 Meter hohen Fort Janus und weiter zur Crête du Château Jouan, die von ihrem 2369 Meter hohen Nordostpunkt aus recht steil zur Durance abfällt.
Der einfachste Zugang zum Sommet de Château Jouan erfolgt ausgehend vom 2344 Meter hohen Sattel Col du Janus im Süden über eine alte Militärstraße, die zum Fort Janus hinaufführt. Sie zieht linkerhand am 2398 Meter hohen Querelay vorbei und quert ausgehend von einem 2371 Meter hohen Sattel die recht steile Südostflanke des Berges, wobei sie stellenweise Erosionsschäden aufweist. Der Ausgangspunkt des Col du Janus kann seinerseits über zwei Straßen erreicht werden – vom Col de Montgenèvre im Norden und über den Chemin du Janus von Briançon. Die Militärstraßen sind für den Zivilverkehr gesperrt, können aber von Mountainbikefahrern, Skitourengängern und Wanderern benutzt werden. Der recht kurze Gipfelanstieg verläuft sodann vom Fort Janus durch brüchiges Gestein über einen alten Steig.
Auf den Südgrat führen ausgehend vom Talgrund der vereinigten Durance die Liftanlage Téléski du Querelay, der Sessellift Télésiège de l’Observatoire sowie zwei Wanderwege.

## Hydrographie

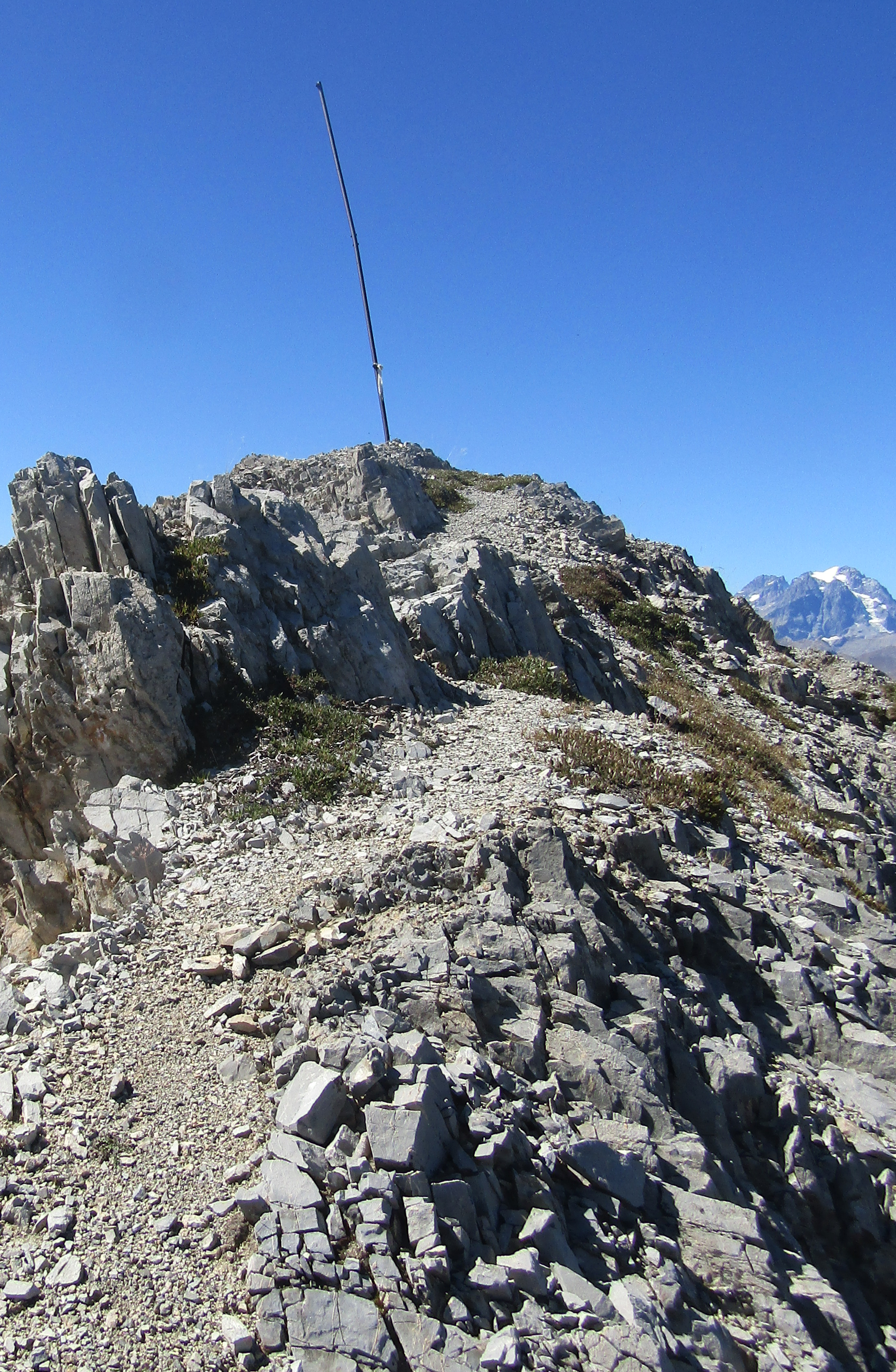
Gipfel mit Fahnenstange, im Hintergrund das Pelvouxmassiv

Die verschiedenen Quellbäche der Durance, darunter der Ravin du Barral zu Füßen des Südostabbruchs Les Roches, vereinigen sich auf rund 2100 Meter Meerhöhe etwa 1 Kilometer östlich unterhalb des Gipfels. Der Fluss fließt dann nach Norden in Richtung Montgenèvre, wo er in die Westsüdwest- und anschließend in die Südwest-Richtung umbiegt – und somit den Gebirgsstock umrundet. Die bewaldete Nordwestflanke durchziehen mehrere Wildbäche, darunter der Torrent du Grand Réal, der Torrent des Ruines und der Ravin de Capadaygue. Die Wildbäche münden alle linksseitig in die Durance.

## Geologie

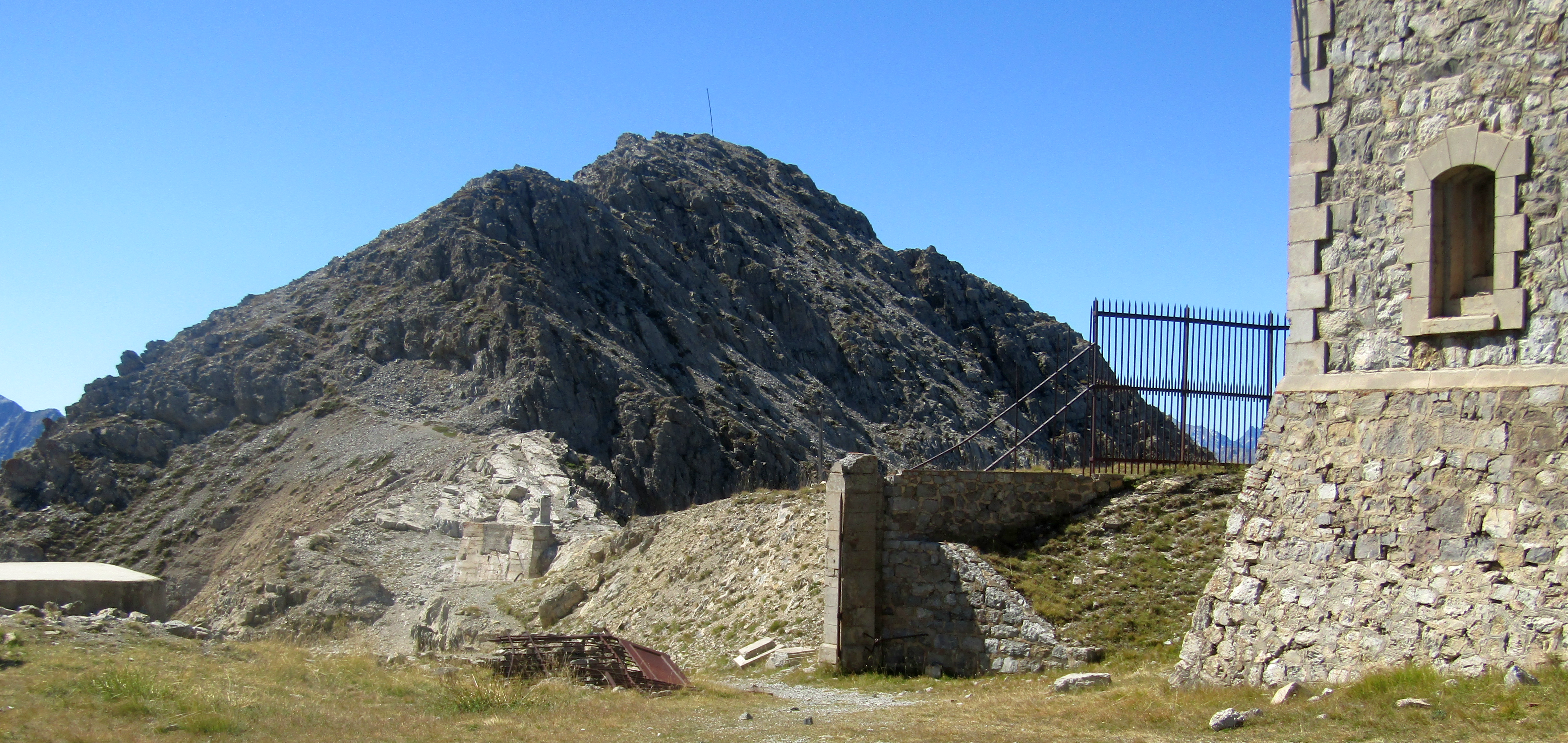
Blick vom Fort Janus zum Gipfel

Der Nordost streichende Höhenzug des Sommet de Château Jouan wird in seinem felsigen Oberaufbau von obertriassischen Dolomiten des Noriums unterlagert. Die Dolomite ähneln dem Hauptdolomit der Ost- und Südalpen und sind in infra-, inter- und supratidalem Milieu auf einer subsidenten Plattform abgelagert worden. Tektonisch gehören sie zur Rochebrune-Einheit aus der externen Piemontzone des Penninikums.
Am südöstlichen Wandfuß verläuft die Janus-Störung, eine Nordost-streichende rechtshändige Seitenverschiebung, die sich bis fast nach Claviere weiterverfolgen lässt. An ihr endet abrupt die Decke der Lago-Nero-Einheit mit ihrer flach nach Osten einfallenden Sedimenthaut (Oberjura bis Oberkreide). Mit seinem nordwestlichen Unterbau überfährt der Bergstock entlang der mehr oder weniger Nord-Süd-verlaufenden Aup-du-Pied-Störung bereits Sedimente der internen Briançonnais-Zone. Wir befinden uns somit hier an der Überschiebungsfront des externen Penninikums.
Das Einfallen und Streichen der norischen Dolomite ist sehr variabel, zeigt aber generell Werte um 30° nach Südost.

## Geschichte
Aufgrund seiner geographischen Lage in unmittelbarer Nähe des Col de Montgenèvre war der Nordost streichende Bergkamm des Sommet de Château Jouan schon früh unter die Defensivanlagen im Briançonnais eingereiht worden. Bereits unter Ludwig XIV. war die Ostgrenze Frankreichs – beginnend mit den Bollwerken Vaubans bis hin zur Maginot-Linie – immer stärker befestigt worden. In diesem Zusammenhang entstand auf einem ebenen Teilstück des Grats unweit nordöstlich vom Gipfel ab 1886 eine massive Anlage, das Fort Janus – zweithöchste Festung der Maginot-Linie. Bei Herannahen des Zweiten Weltkrieges wurde es zwischen 1931 und 1939 durch mehrere unterirdische Bunker und moderne Artillerie  ergänzt. Im Juni 1940 bekämpfte das Fort erfolgreich die italienische Artilleriestellung auf dem Mont Chaberton. Auch im Jahr 1944 kam es hier zu Gefechten, diesmal zwischen deutsch-italienischen und französisch-marokkanischen Verbänden.